# ファクンド・サンチェス
ファクンド・サンチェス（Facundo Sánchez 、1990年3月7日 - ）は、アルゼンチン・サンタフェ州サ・ペレイラ出身のプロサッカー選手。キプロスのAEKラルナカ所属。ポジションは、ディフェンダー（ライトバック）。